# HTC Desire HD
De HTC Desire HD (ook wel Ace genoemd) is een smartphone ontwikkeld werd door het Taiwanese elektronicabedrijf HTC. De high-endsmartphone werd voor het eerst tentoongesteld op 15 september 2010 tijdens een persconferentie in Londen en moest het vlaggenschip van het bedrijf worden. HTC Desire HD komt alleen uit in het zwart. De HD is de opvolger van de HTC Desire.

## Software
De Desire HD draait op het besturingssysteem Google Android versie 2.2, ook wel Froyo, en is bij te werken naar Android 2.3.5. Aanvankelijk zou de telefoon een update krijgen naar Google Android 4.0 Ice Cream Sandwich, maar later kwam het bedrijf daarop terug omdat de gebruikerservaring dan achteruit zou gaan. Net zoals vele andere Android-fabrikanten, gooit HTC over zijn telefoon een eigen ontworpen grafische schil heen, HTC Sense UI versie 3.0.

## Hardware
Het toestel heeft een 4,3 inch groot capacitief touchscreen en heeft een on-screen-toetsenbord. Het scherm is gemaakt van Gorilla Glass, waardoor het scherm sterker is. De Desire HD is uitgerust met een Qualcomm Snapdragon 8255-processor. Deze processor heeft één kern en heeft een kloksnelheid van 1 GHz. Het toestel heeft 768 MB aan werkgeheugen en 1,5 GB opslaggeheugen, dat uit te breiden is tot 32 GB via een microSD-kaart. Verder heeft de smartphone een 8,0 megapixel-camera met ledflitser, maar geen camera aan de voorkant om te kunnen videobellen.